# Cuerpo de Bomberos de la Policía Militar del Estado de São Paulo
El Cuerpo de Bomberos de la Policía Militar del Estado de São Paulo (CBMESP) tiene como misión principal la ejecución de actividades de defensa civil, prevención y combate de incendios, búsquedas, rescates y asistencia pública en el ámbito del estado de São Paulo. Actualmente es el mayor cuerpo de bomberos de Brasil y América Latina en términos de personal. 
Es una fuerza auxiliar y de reserva del Ejército Brasileño, y forma parte del Sistema de Seguridad Pública y Defensa Social de Brasil. Sus miembros son llamados militares de los estados por la Constitución Federal de 1988 al igual que los demás miembros de la Policía Militar del Estado de São Paulo.
El 23 de octubre de 2014 ganó autonomía de la Policía Militar y pasó a depender directamente de la Secretaría de Seguridad Pública en cuestiones relacionadas con sus operaciones.